# Charmaine Craig

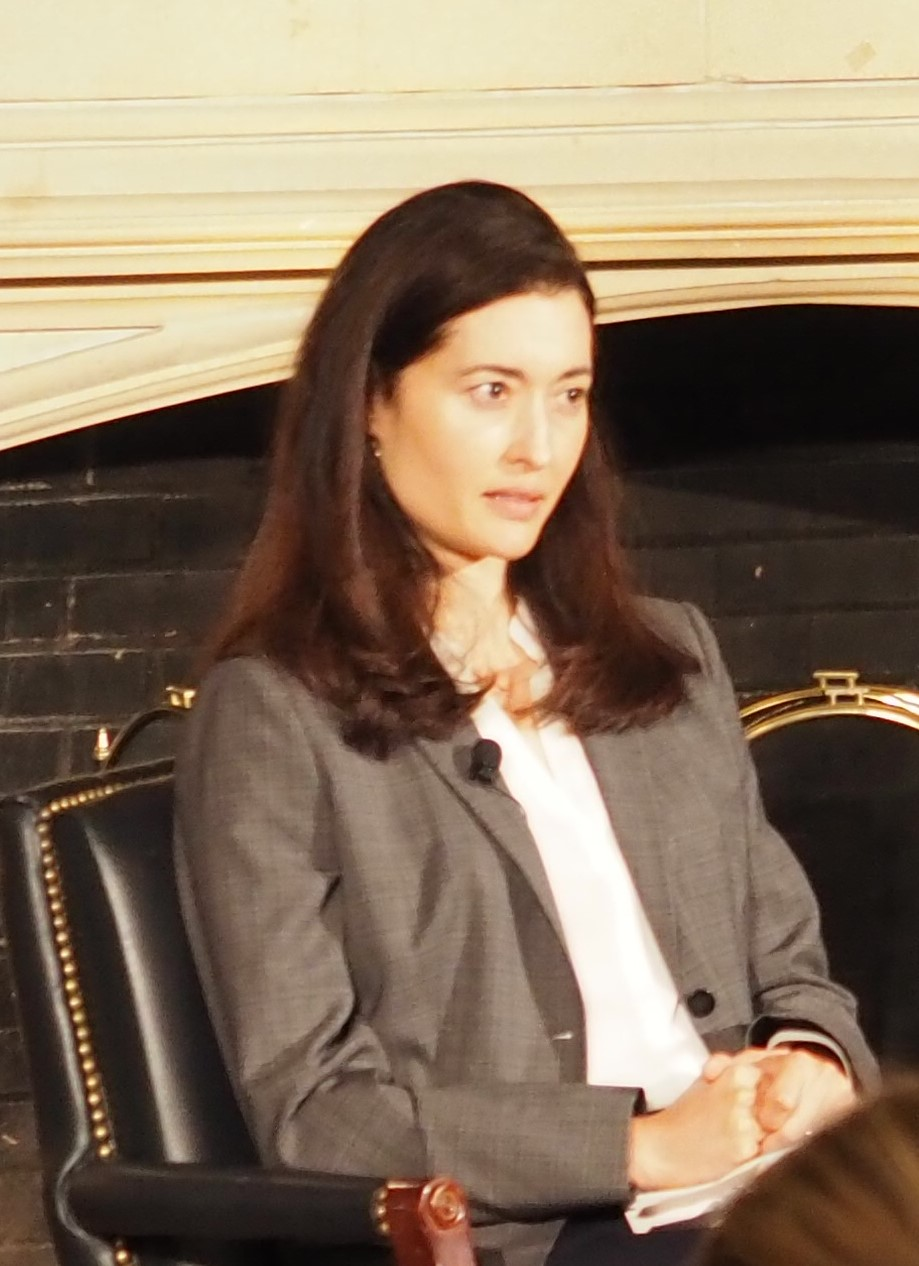
Charmaine Craig (2018)

Charmaine Craig (* 20. September 1971 in Burma) ist eine US-amerikanische Filmschauspielerin und Schriftstellerin.

## Leben

### Jugend und Studium
Die Tochter einer Burmesin vom Volk der Karen und eines US-Amerikaners wuchs in Santa Monica, Kalifornien auf und schrieb sich 1989 bei der Harvard University ein, wo sie Theologie und Literatur studierte und mit Auszeichnung abschloss. 

### Schauspielerisches Wirken
Zwischen 1994 und 1996 war sie als Filmschauspielerin aktiv. In ihrem Filmdebüt spielte sie als Indianerin Lily Joseph die weibliche Hauptrolle in dem Spielfilm „Wolfsblut 2 – Das Geheimnis des weißen Wolfes“ (Original: White Fang 2: Myth of the White Wolf, USA 1994). Danach wirkte sie als Heather Haines in drei Folgen der Fernsehserie „Ausgerechnet Alaska“ (Northern Exposure, USA 1994/95) sowie in einer Nebenrolle als Kellnerin in dem Film „Bulletproof – Kugelsicher“ (USA 1996) mit. 

### Schriftstellerisches Wirken
1996 begann sie ein schriftstellerisches Studium an der University of California. Ihr erster Roman „The Good Men“ erschien 2002. Er handelt von den Katharern und wurde durch die Frage inspiriert, wie der Mensch seine fleischliche und geistige Natur in Einklang bringen kann; eine aus Sicht der Autorin letztendlich unlösbare Aufgabe, mit der sie auch ihre Leser konfrontieren will.

### Wohnsitz
Charmaine Craig lebt mit ihrem Mann Andrew Winer, dem Autor der Romane „The Color Midnight Made“ und „The Marriage Artist“, in der Küstenstadt Laguna Beach.